# Château de la Muette
Lo château de la Muette (in francese letteralmente Castello della Muta) è un castello situato nel XVI arrondissement di Parigi, ai limiti del bois de Boulogne presso l'attuale porte de la Muette, sul sito di tre precedenti castelli edificati a partire dal Rinascimento. L'edificio attuale, costruito nello stile del XVIII secolo, fu voluto da Henri de Rothschild su progetto di Lucien Hesse, all'inizio degli anni venti del Novecento. Ospita oggi la sede dell'Organizzazione per la cooperazione e lo sviluppo economico (OCSE).
L'origine del nome Muette è incerta: può fare riferimento alla muta dei cervi o a quella dei falchi, oppure designare una muta di cani.